# Roger Lévêque
Roger Lévêque (Saint-Nazaire, 5 de diciembre de 1920 - Saint-Avertin, 30 de junio de 2002 fue un ciclista francés que fue profesional entre 1946 y 1953, consiguiendo una victoria.

## Palmarés
- 1947
  - 3º en la Burdeos-París
- 1948
  - 3º en la Boucles de l'Aulne
  - 2º en el Gran Premio del Équipe
- 1951
  - Vencedor de una etapa en el Tour de Francia.

## Resultados en el Tour de Francia
- 1947. 24º de la clasificación general
- 1948. Abandona (7ª etapa)
- 1949. 31.º de la clasificación general
- 1951. 30.º de la clasificación general. Vencedor de una etapa. Llevó el maillot amarillo durante 6 etapas